# Československá basketbalová liga 1968-1969
La Československá basketbalová liga 1968-1969 è stata la 41ª edizione del massimo campionato cecoslovacco di pallacanestro maschile. La vittoria finale è stata ad appannaggio dello Slavia VŠ Praga.

## Risultati

### Stagione regolare
|     | Squadra               | G  | V  | P  | PF   | PS   | Pt. | Qualificazione |
| --- | --------------------- | -- | -- | -- | ---- | ---- | --- | -------------- |
| 1.  | Slavia VŠ Praga       | 22 | 21 | 1  | 2076 | 1412 | 43  |                |
| 2.  | Zbrojovka Brno        | 22 | 20 | 2  | 2055 | 1530 | 42  |                |
| 3.  | Sparta ČKD Praga      | 22 | 15 | 7  | 1649 | 1461 | 37  |                |
| 4.  | Iskra Svit            | 22 | 13 | 9  | 1671 | 1637 | 35  |                |
| 5.  | Slávia VŠ Bratislava  | 22 | 13 | 9  | 1648 | 1639 | 35  |                |
| 6.  | Dukla Olomouc         | 22 | 10 | 12 | 1695 | 1719 | 32  |                |
| 7.  | Tatran Ostrava        | 22 | 9  | 13 | 1620 | 1654 | 31  |                |
| 8.  | Baník Handlová        | 22 | 9  | 13 | 1524 | 1631 | 31  |                |
| 9.  | Slovan Orbis Praga    | 22 | 8  | 14 | 1455 | 1723 | 30  |                |
| 10. | Baník Ostrava         | 22 | 6  | 16 | 1576 | 1778 | 28  | retrocesse     |
| 11. | Slovan Bratislava     | 22 | 4  | 18 | 1457 | 1795 | 26  | retrocesse     |
| 12. | Spartak Metra Blansko | 22 | 4  | 18 | 1450 | 1887 | 26  | retrocesse     |

| Československá basketbalová liga 1968-1969 |
| ------------------------------------------ |
| Slavia VŠ Praga 3º titolo                  |

## Formazione vincitrice
| N° | Naz.                      | Ruolo | Sportivo        |  | Alt. |  |
| -- | ------------------------- | ----- | --------------- |  | ---- |  |
|    | Cecoslovacchia (bandiera) | C     | Jiří Zídek      |  | 206  |  |
|    | Cecoslovacchia (bandiera) |       | Jiří Zedníček   |  | 193  |  |
|    | Cecoslovacchia (bandiera) | P     | Robert Mifka    |  |      |  |
|    | Cecoslovacchia (bandiera) |       | Jiří Růžička    |  | 186  |  |
|    | Cecoslovacchia (bandiera) | P     | Karel Baroch    |  |      |  |
|    | Cecoslovacchia (bandiera) | A     | Jiří Ammer      |  |      |  |
|    | Cecoslovacchia (bandiera) |       | Jiří Šťastný    |  | 193  |  |
|    | Cecoslovacchia (bandiera) |       | Bohumil Tomášek |  | 199  |  |
|    | Cecoslovacchia (bandiera) | P     | Jiří Konopásek  |  | 178  |  |
|    | Cecoslovacchia (bandiera) |       | Jan Blažek      |  | 206  |  |
|    | Cecoslovacchia (bandiera) |       | Jan Kolář       |  |      |  |
|    | Cecoslovacchia (bandiera) |       | Tomáš           |  |      |  |
|    | Cecoslovacchia (bandiera) | All.  | Nikolaj Ordnung |  |      |  |

## Fonti
- Ing. Pavel Šimák: Historie československého basketbalu v číslech (1932-1985), Basketbalový svaz ÚV ČSTV, květen 1985, 174 stran
- Ing. Pavel Šimák: Historie československého basketbalu v číslech, II. část (1985-1992), Česká a slovenská basketbalová federace, březen 1993, 130 stran
- Juraj Gacík: Kronika československého a slovenského basketbalu (1919-1993), (1993-2000), vydáno 2000, 1. vyd, slovensky, BADEM, Žilina, 943 stran
- Jakub Bažant, Jiří Závozda: Nebáli se své odvahy, Československý basketbal v příbězích a faktech, 1. díl (1897-1993), 2014, Olympia, 464 stran